# Дворец Мостовских
Дворец Мостовских, Мостовский дворец (пол. Pałac Mostowskich (Hilzenów)) — дворец в Варшаве, первое после войны отреставрированное здание на Банковской площади. В настоящее время дворец используется как штаб-квартира Варшавской полиции.

## История

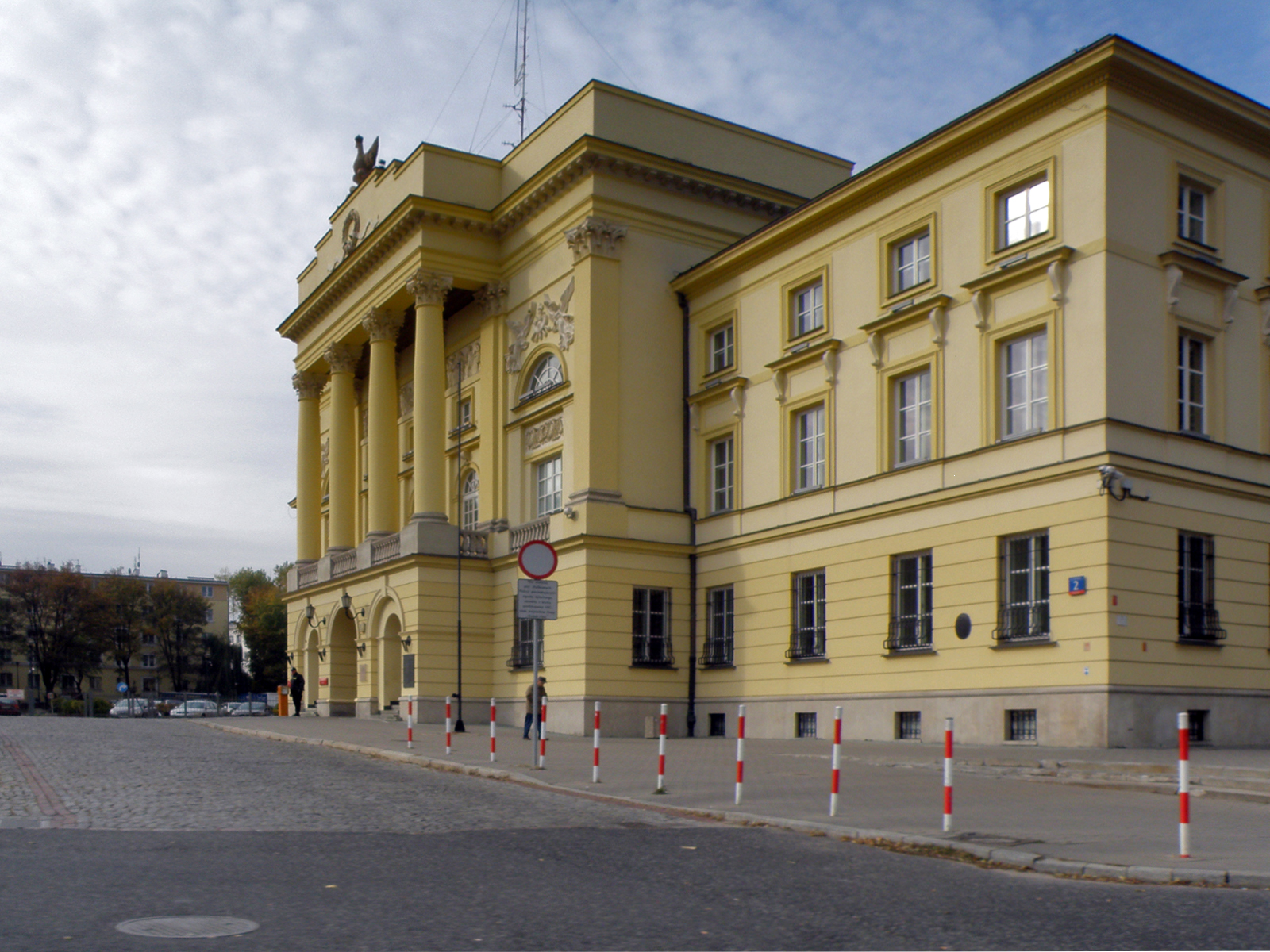
Дворец Мостовских днём

### XVIII век
История Мостовского дворца начинается в период правление короля Польши Августа III. Приблизительно в 1735 году на месте будущего дворца стоял двухэтажный особняк, который принадлежал Яну Зигмунту Дейбелю (архитектор Варшавы во второй половине XVIII века). После 1750 года особняк был преобразован во дворец.

### Ян Август Гильзен
В 1762 году владельцем дворца стал Минский воевода Ян Август Гильзен. Был достроен двор, изменилась планировка дворца, к северной пристройке было добавлено перпендикулярное крыло, сделанная для размещения там конюшни и склада. Строительство было остановлено в 1767 году из-за смерти Яна Гильзена, владельца дворца.

### Констанц Гильзен
Приблизительно в 1775 году, вдова Яна Гильзена Констанция Гильзен продолжила строительные работы, приказав построить ещё одно здание рядом. Новое здание было двухэтажным, с широкими воротами в середине и с чердаком на крыше. Восточное крыло дворца было достроено на север, где был построен третий двор с входом с восточной стороны. На западной стороне сада были созданы четыре квартала зданий.
Сочетание двух внутренних дворов, созданных после частичного сноса старого дворца было гармоничным и красивым. Новый, расширенный двор с двухэтажным зданием и кварталами хорошо вписывалось в пейзаж местности. Старое деревянное западное крыло демонтировали и построили на его месте двухэтажный многоквартирный дом. На западной стороне второго и третьего двора продолжали строить сады, вплоть до четвёртого квартала. Со временем был создан большой зимний сад.

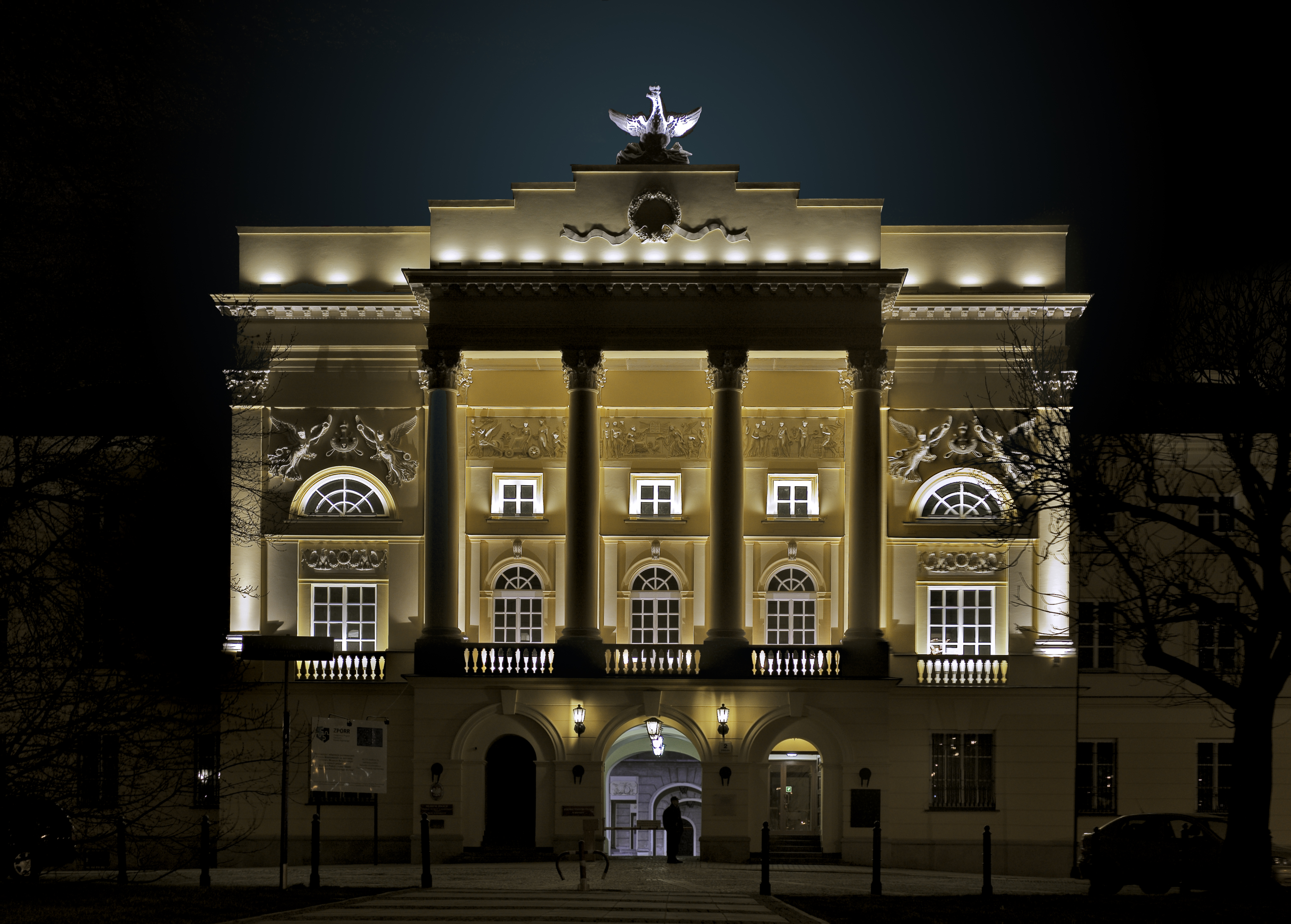
Дворец Мостовских ночью

### Тадеуш Мостовский
В такой форме, дворец стал принадлежать внуку Яна Гильзена Тадеушу Мостовскому. В его распоряжении дворец сыграл важную роль в культурной и политической жизни Варшавы. Также в этот период дворец стал называться «Мостовским», это название закрепилось за ним и после смерти Тадеуша Мостовского. В 1802 году владелец открыл во дворце печатную мастерскую. Также Тадеуш стал приглашать в дом культурную и литературную интеллигенцию города. В 1822 году Тадеуш стал министром внутренних дел и в 1825 году был также назначен сенатором-воеводой Царства Польского, и также издателем многих политических газет на польском языке.
В 1823—1826-х годах дворец был перестроен по проекту архитектора Антонио Корацци, придав ему стиль позднего классицизма. Стена за колоннами была украшена барельефами авторства Павла Малински, представляющими собой изображения сельского хозяйства, строительства, промышленности и торговли Польши. После перепланировки дворец стал штаб-квартирой правительственной комиссии внутренних дел и полиции Польши, общего фонда дирекции и общества «Огонь», генерального директората по конюшням, генерального директората по медицине и генерального совета по надзору за здравоохранением. В то время во дворце часто отмечала праздники прибывшая в Польшу императорская семья..
Дом был снесен после около 1871 года (точный год неизвестен), во время реконструкции здания для Волынского полка.

### Конец XIX века
В конце девятнадцатого века, в доме построен чердак. Также с фасада убирают царского орла. В 1906 году на фасад поместили надпись: «1806-1906», что было мемориальной табличкой столетнего юбилея Волынского полка. Крупнейшие изменения в архитектуре дворца произошли с его задней стороны. Были снесены также некоторые стоящие рядом с дворцом здания.

### XX век
В 1925—1926 годах проводились работы по восстановлению разрушенного российскими войсками дворца, проектом руководил Александр Сигитинский. Не измененным остался внешний вид дворца снаружи, но у основания парапета появилась надпись: «Команда района № 1». В этом состоянии, дворец оставался до 1939 года, когда его северную часть сожгли вторгнувшиеся в Варшаву немцы. Во время Варшавского восстания 1944 года дворец был разрушен полностью. Реконструкция дворца была сделана в 1949 году, по проекту Зигмунта Степинского и Мечислава Кузьмы.
После 1949 года, в восстановленном дворце разместилась городская полиция Варшавы, был ликвидирован банкетный зал.

### XXI век
В 2005—2006 годах был отреставрирован фасад, во дворце поставили новую крышу. На чердаке снова появился геральдический польский орёл, созданный ещё в 1823 году. Первоначальный вид парапета был заменен лавровым венком.